# Kasjubien
Kasjubien (Kasj.: Kaszëbë, pol.: Kaszuby) er en historisk region i det polske voivodskab Pomorskie i det nordlige Polen.
Regionen har et stort kasjubisk mindretal, der har en særlig kulturel identitet og taler det slaviske sprog kasjubisk, der kan betragtes som en særlig dialekt af polsk. Kasjuberne blev ikke i samme grad som andre grupper udsat for tvangsflytninger under 2. verdenskrig. Kasjubierne virker derfor som et mere distinkt mindretal end mange andre mindretal i Polen.
Området er domineret af land- og skovbrug, men har meget lidt industri.